# Shunsuke Kikuchi
Shunsuke Kikuchi (菊地 俊介 Kikuchi Shunsuke?), född 4 oktober 1991 i Saitama prefektur, är en japansk fotbollsspelare.
Kikuchi började sin karriär 2014 i Shonan Bellmare. Han spelade 133 ligamatcher för klubben. Med Shonan Bellmare vann han japanska ligacupen 2018. 2020 flyttade han till Omiya Ardija.